# Joe Petrosino

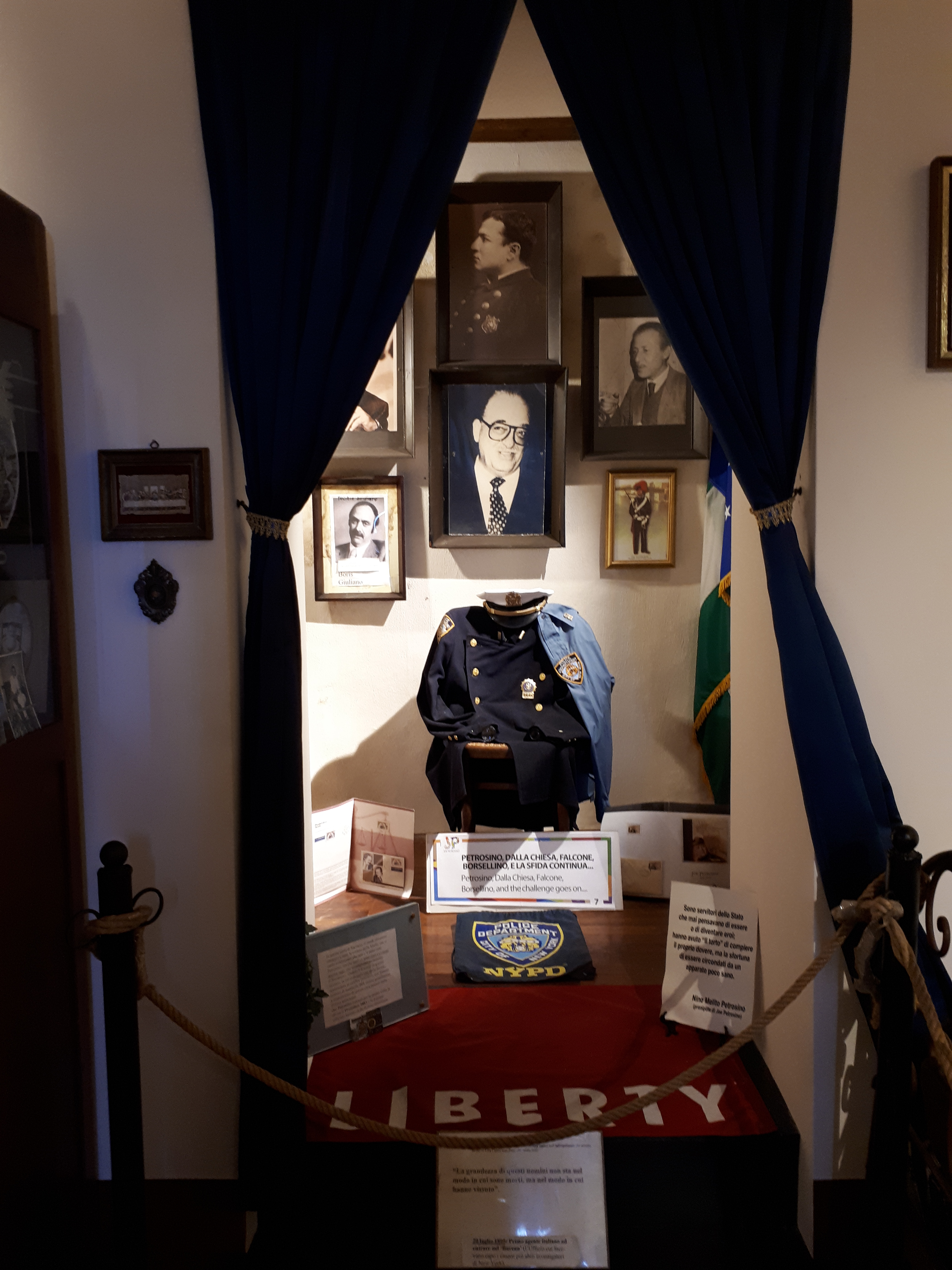
Memoriale con la divisa originale di Joe Petrosino nella casa-museo a lui dedicata nella città di Padula

Giuseppe Petrosino, detto Joe (Padula, 30 agosto 1860 – Palermo, 12 marzo 1909), è stato un poliziotto italiano naturalizzato statunitense, un pioniere nella lotta contro il crimine organizzato. Le tecniche di lotta al crimine, di cui Petrosino è stato ideatore, sono ancora oggi praticate dalle forze dell'ordine.

## Biografia

### Origini

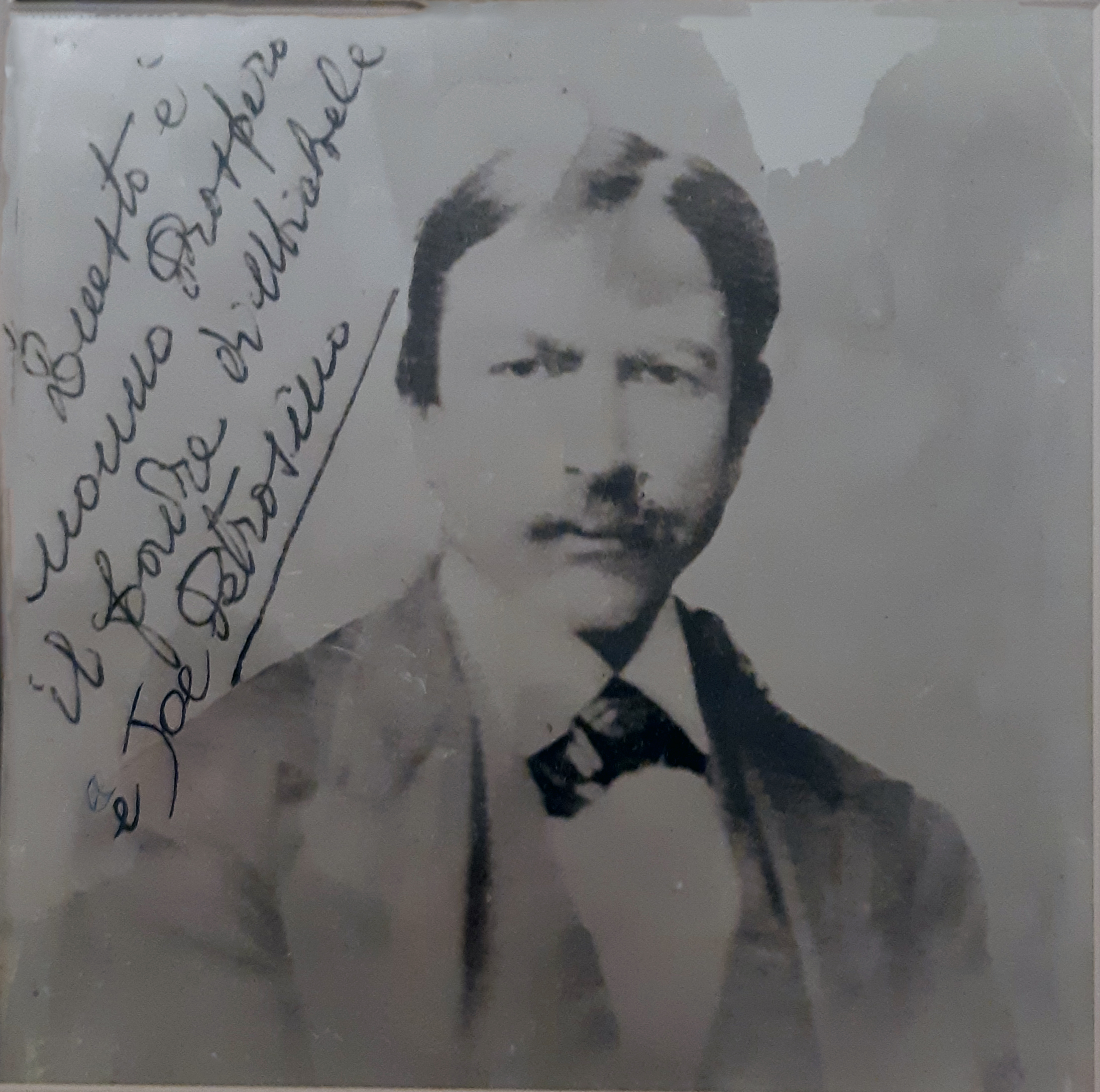
Prospero Petrosino, padre di Joe.

Nacque a Padula, in provincia di Salerno, il 30 agosto 1860, di famiglia modesta, non povera: con il suo lavoro di sarto, il padre era riuscito a far studiare i suoi quattro figli maschi. Infatti, i fratelli Petrosino furono fra i pochi, nel paese, a ricevere un'adeguata istruzione che permettesse loro di leggere e scrivere, grazie ad un istitutore che per poco denaro o del cibo, si recava nelle case e famiglie migliori istruendone i figli. Emigrò con la famiglia a New York nel 1873 e crebbe nel sobborgo di Little Italy. Il piccolo Giuseppe per vivere fece prima lo strillone (vendeva giornali per strada), e poi lo sciuscià ovvero il lustrascarpe. Nel 1877, Joe (come ormai si chiamava) prese la cittadinanza statunitense, facendosi assumere l'anno dopo come netturbino dall'amministrazione newyorkese. Era caposquadra quando, una dopo l'altra, erano cominciate ad arrivare negli Stati Uniti  le fitte schiere degli emigranti italiani.

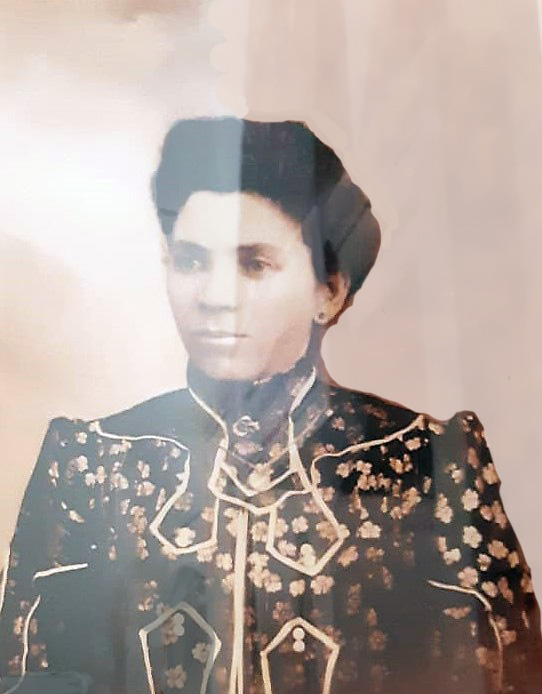
Maria Giuseppa Arato, madre di Joe Petrosino.

Questo fenomeno aveva posto le autorità statunitensi di fronte a gravissimi problemi, primo quello dell'ordine pubblico.
I poliziotti, quasi tutti ebrei o irlandesi, non riuscivano a capire gli italiani né a farsi capire da loro: questo generava un clima a favore delle organizzazioni criminali che giunsero in breve a controllare una parte di Little Italy.

### Arruolamento in polizia

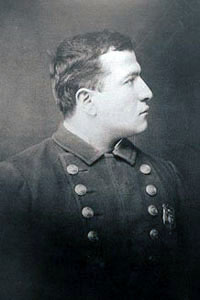
Foto d'epoca di Petrosino

Dipendente dal Dipartimento di polizia come spazzino, Petrosino era stato poi impiegato come informatore; poi nel 1883, non senza difficoltà, era stato ammesso in polizia. Faceva un certo effetto vedere quell'uomo basso e atticciato (non superava il metro e sessanta), tra i giganteschi poliziotti irlandesi. In compenso Petrosino aveva spalle larghe, bicipiti possenti e, ciò che più contò per il suo arruolamento, grinta ed intelligenza, tutto ciò che gli aveva permesso di superare le difficoltà di essere l'unico poliziotto italiano, dileggiato dai connazionali e guardato con un certo sospetto dai colleghi. Infatti, Petrosino era un uomo temuto, che non lasciava spazio nemmeno ai crimini minori. Dai racconti e testimonianze della sorella e dei parenti, molte donne non lasciavano uscire i propri figli in strada, a Little Italy, quando Petrosino era di pattuglia: «Oggi Petrosino ind' 'a minestra» era la frase in codice che i popolani diffondevano nel quartiere quando Petrosino avrebbe pattugliato la zona (in italiano: «Oggi prezzemolo nella minestra», nella maggior parte dei dialetti del sud petrosino vuol dire prezzemolo).
Determinante ai fini della sua carriera, oltre al suo impegno, era stata la stima riposta in lui da Theodore Roosevelt, assessore alla polizia (e poi presidente degli Stati Uniti): grazie al suo appoggio nel 1895 Petrosino era stato promosso sergente, liberato dal servizio d'ordine pubblico, e quindi dalla divisa, e destinato alla conduzione d'indagini. I criminali di Little Italy si erano trovati improvvisamente di fronte ad un nemico che parlava la loro stessa lingua, che conosceva i loro metodi, che poteva entrare nei loro ambienti. Joe Petrosino nutriva una sorta di cupo, rovente rancore verso quei delinquenti che stavano dissipando il patrimonio di stima che gli italiani avevano costruito.
Ciò non significava che egli non comprendesse le cause di quella situazione; gli era ben chiaro che oltre alle misure di ordine pubblico occorreva agire sulla cause della delinquenza: la miseria. Risolti brillantemente numerosi casi (il più celebre fu il "delitto del barile" nel 1903), abile nel travestirsi, rapido nell'azione, inflessibile e quasi feroce verso i criminali, divenuto quasi un simbolo della lotta a favore della giustizia e della legge, Joe Petrosino (un po' snob: abito scuro, cappello duro, camicia bianca, scarpe dal tacco alto) era stato via via assegnato ad incarichi di sempre maggiore responsabilità.
Nel frattempo Petrosino sposò la vedova Adelina Saulino (Agnone 1869-1957), dalla quale ebbe una figlia chiamata anche lei Adelina (1908-2004).

### L'Italian Branch
Nel 1905, divenendo poi tenente, gli era stata affidata l'organizzazione d'una squadra di poliziotti italiani, l'Italian Branch (composta da cinque membri, tra cui il successore di Petrosino, Michael Fiaschetti, nativo di Morolo), e ciò aveva reso più proficua ed efficace la sua lotta senza quartiere contro la Mano Nera, una tenebrosa organizzazione a carattere mafioso, con ramificazioni in Sicilia, attraverso la quale si esprimeva il racket.
Un'occasione che vide Petrosino e l'Italian Squad contro la Mano Nera riguardò Enrico Caruso che, in tournée a New York, fu ricattato dai gangster sotto minaccia di morte. Petrosino convinse Caruso ad aiutarlo nel catturare i criminali. In precedenza Petrosino si era infiltrato nell'organizzazione anarchica responsabile della morte del re d'Italia Umberto I, scoprendo l'intenzione di assassinare il presidente statunitense William McKinley durante una sua visita all'Esposizione Pan-Americana di Buffalo. McKinley, informato attraverso i servizi segreti, ignorò l'avvertimento e fu effettivamente ucciso il 6 settembre 1901 da Leon Czolgosz.

### La morte
Proprio seguendo una pista che avrebbe dovuto portarlo ad infliggere, forse, un decisivo colpo alla Mano Nera, Petrosino era giunto in Italia.
La missione era top secret, ma a causa di una fuga di notizie tutti i dettagli furono pubblicati sul New York Herald. Petrosino partì comunque nell'erronea convinzione che in Sicilia la mafia, come a New York, non si azzardasse a uccidere un poliziotto.
Alle 20:45 di venerdì 12 marzo 1909, tre colpi di pistola in rapida successione e un quarto sparato subito dopo suscitarono il panico nella piccola folla che attendeva il tram al capolinea di piazza Marina a Palermo. Ci fu un generale fuggi fuggi: solo il giovane marinaio anconetano Alberto Cardella (Regia Nave Calabria della Regia Marina) si lanciò coraggiosamente verso il Giardino Garibaldi, nel centro della piazza, da dove erano giunti gli spari: in tempo per vedere un uomo cadere lentamente a terra, ed altri due fuggire scomparendo nell'ombra. Non vi fu soccorso possibile, l'uomo era stato raggiunto da quattro pallottole: una al collo, due alle spalle, e una quarta mortale alla testa. Poco dopo si scoprì che si trattava dell'investigatore di polizia Giuseppe Petrosino, il nemico irriducibile della malavita italiana trapiantata negli Stati Uniti, celebre in America come in Italia quale protagonista della lotta al racket.
Il console statunitense a Palermo telegrafò al suo governo: «Petrosino ucciso a revolverate nel centro della città questa sera. Gli assassini sconosciuti. Muore un martire.»
Il governo mise subito a disposizione la somma di 10.000 lire, corrispondenti a quasi 40.000 euro attuali, per chi avesse fornito elementi utili a scoprire i suoi assassini. La paura della mafia però fu più forte dell'attrazione esercitata da quell'elevata offerta di denaro: le bocche rimasero chiuse. Circa 250.000 persone parteciparono al suo funerale a New York, un numero fino ad allora mai raggiunto da alcun funerale in America.
Gli successe un altro italo-americano, Michael Fiaschetti, nato a Morolo (FR), già appartenente all'Italian Squad dello stesso Petrosino.

Si ritiene che il responsabile della sua fine sia il boss Vito Cascio Ferro di Bisacquino, tenuto d'occhio da Petrosino sin da quando questi era a New York, ed il cui nome era in cima ad una "lista di criminali" redatta dal poliziotto italoamericano e trovata nella sua stanza d'albergo il giorno della morte. Probabilmente (e questo fu un sospetto anche della polizia palermitana dell'epoca) vi è un collegamento tra la morte di Petrosino e alcuni personaggi malavitosi appartenenti alla cosca newyorkese di Giuseppe "Piddu" Morello noti per il loro presunto legame al caso del "corpo nel barile" (un famoso omicidio avvenuto a New York nel 1903). Infatti due uomini di questa cosca, Antonino Passananti e Carlo Costantino, erano ritornati in Sicilia nello stesso periodo del viaggio di Petrosino rimanendo in contatto con il boss newyorkese.

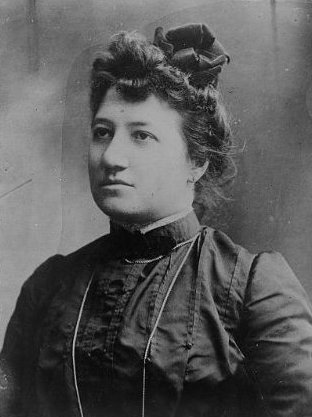
Adelina Saulino, moglie di Petrosino

#### Il mandante e l'esecutore dell'omicidio

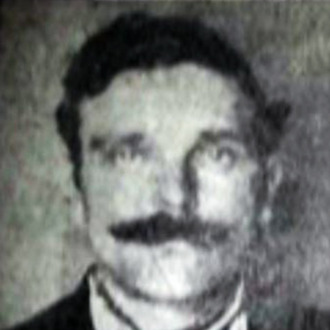
Paolo Palazzotto, presunto assassino di Joe Petrosino

L'ipotesi più verosimile è che Morello e Giuseppe Fontana (emigrato in America dopo l'assoluzione per l'omicidio di Emanuele Notarbartolo e aggregatosi alla banda di Giuseppe Morello) si siano rivolti a Vito Cascio Ferro affinché organizzasse l'omicidio del poliziotto per loro conto. Quando Cascio Ferro venne arrestato gli fu trovata addosso una fotografia di Petrosino. Il malavitoso aveva però un alibi che gli aveva fornito un deputato suo amico. A conclusione dell’indagine, il questore di Palermo Baldassarre Ceola denunciava per concorso nell'omicidio Petrosino quattordici indagati: Antonino Passananti, Gaspare Tedeschi, Giovanni Ruisi, Carlo Costantino, Giovanni Battista Finazzo, Pasquale Enea, Camillo e Francesco Pericò, Ernesto Militano, Paolo Palazzotto, Giovanni Dazzò, Giuseppe Bonfardeci, Salvatore Seminara e Vito Cascio Ferro, ma i sospetti principali si concentrarono soprattutto su Paolo Palazzotto, arrestato in precedenza da Petrosino negli Stati Uniti per sfruttamento della prostituzione e tratta di donne bianche, e giunto stranamente a Palermo pochi giorni prima del delitto. Gli indagati furono però tutti prosciolti in istruttoria per mancanza di prove.
Quando il pugno di ferro fascista del prefetto Cesare Mori, anni più tardi, arrestò don Vito Cascio Ferro e lo condannò all'ergastolo per un omicidio imputatogli, il boss fu intervistato in prigione; dichiarò di aver ucciso un solo uomo in tutta la sua vita e disse di averlo fatto in modo disinteressato.
La colpevolezza di Vito Cascio Ferro sembra apparire sempre più confermata a seguito di una serie di intercettazioni telefoniche del Nucleo Polizia Tributaria della Guardia di Finanza di Palermo nell'evolversi dell'Operazione Apocalisse conclusasi con numerosi arresti all'alba del 23 giugno 2014. Nel merito della questione Domenico Palazzotto è stato intercettato mentre diceva «Lo zio di mio padre si chiamava Paolo Palazzotto, ha fatto l'omicidio del primo poliziotto ucciso a Palermo. Lo ha ammazzato lui Joe Petrosino, per conto di Cascio Ferro». In questo caso vediamo dunque che si parla di Cascio Ferro come mandante mentre l'esecutore materiale sembra essere Paolo Palazzotto.

## Nella cultura di massa

### Letteratura e fumetti

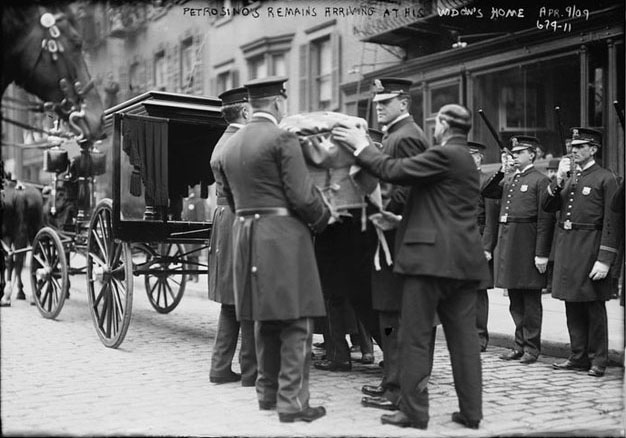
Funerali di Joe Petrosino, aprile 1909, a New York

- Nel 1909, pochi giorni dopo la morte del poliziotto italoamericano, la casa editrice Verlagshaus für Volksliteratur und Kunst di Berlino, di proprietà della famiglia Butsch, pubblica il romanzo popolare di quaranta pagine Josef Petrosino, Chef der italienischen Abteilung der New Yorker Kriminal-Polizei, genannt der italienische Sherlock Holmes, scritto dagli autori Kurt Matull e Theo von Blankensee.[13][14]
- Sempre nel 1909 la casa concorrente della Verlagshaus für Voksliteratur und Kunst, la statunitense Eichler, pubblica una serie di storie di Nick Carter, scritte da Frederic Van Rensselaer Dey, in cui il protagonista indaga sulla morte di Joe Petrosino, scoprendo che il capo della Mano Nera è in realtà una donna.[13]
- Tra il 1910 e il 1911, la casa editrice Verlagshaus für Volksliteratur und Kunst pubblica un romanzo a fascicoli in cento dispense, intitolato Josef Petrosino, der Schrecken der Schwarzen Hand (Giuseppe Petrosino, il Terrore della Mano Nera) scritto da Wern D. Charlot, probabilmente uno pseudonimo dietro al quale si nasconderebbe Ferdinand Laven.[13]
- Nel 1912 la francese Ferenczy pubblica a puntate in quarantasei fascicoli il romanzo Grand roman sensationnel et vécu publié sur des documents authentiques, una biografia romanzata, ancora una volta probabilmente attribuibile a Ferdinand Laven.[13]Sceneggiato su Joe Petrosino, del 1972.

Sceneggiato su Joe Petrosino, del 1972.

- Ancora nel 1912 viene pubblicato dalla Società Editoriale Milanese il volume Giuseppe Petrosino il terrore della Mano Nera di Guglielmo Stocco.[13]
- Tra la fine del 1938 e l'inizio del 1939 l'editore fiorentino Mario Nerbini pubblica il fumetto a puntate Petrosino all'interno della rivista L'Avventuroso. Il fumetto, realizzato da Ferdinando Vichi, è caratterizzato da avventure violente, dove Petrosino combatte contro il malvagio Monk Eastman, bandito e truffatore ebreo, conferendo al fumetto un accentuato carattere antisemita, in coincidenza con l'emanazione delle leggi razziali fasciste.[15][16]
- Nel 1972 per la Mondadori, Arrigo Petacco pubblica il romanzo biografico Joe Petrosino.
- Per i Gialli Mondadori, Secondo Signoroni pubblica i romanzi gialli Petrosino e i baffi a manubrio, Petrosino e il figlio del diavolo e Petrosino e la donna delle stelle.
- Nel marzo 2017 Sergio Bonelli Editore, per la collana Le storie, pubblica l'albo nº 54 La mano nera, con testi e illustrazioni di Onofrio Catacchio.
- Nel 2017, il giornalista e scrittore americano Stephan Talty pubblica La Mano Nera - La vera storia di Joe Petrosino edito da DeA Planeta (titolo originale: The Black Hand).[17]
- Nel 2019 Salvo Toscano pubblica per Newton Compton il romanzo Joe Petrosino. Il mistero del cadavere nel barile, ispirato a una vera indagine del poliziotto, e seguito nel 2022 dal romanzo Joe Petrosino e il caso del fratello scomparso.

### Cinema e televisione
- Nel 1909 è stato distribuito un documentario sui funerali di Petrosino, Gli imponenti funerali del poliziotto americano G. Petrosino.[18]
- Sulla base dei libri di Arrigo Petacco e Secondo Signoroni, nel 1972 è stato prodotto uno sceneggiato televisivo in cinque puntate, diretto da Daniele D'Anza e interpretato dall'attore Adolfo Celi nella parte del popolare investigatore, prodotto dalla RAI e intitolato Joe Petrosino[19]. La canzone dei titoli, 4 colpi per Petrosino, era cantata da Fred Bongusto.
- La mano nera è un film del 1973 diretto da Antonio Racioppi che annovera Lionel Stander come Joe Petrosino e Michele Placido come  Antonio Turris, un immigrato italiano a New York che si ritrova coinvolto nella mafia.
- Nel 1960 Richard Wilson ha diretto Pagare o morire.
- Nel 2006 la RAI ha trasmesso una miniserie di due puntate dal titolo Joe Petrosino, con l'attore Giuseppe Fiorello nella parte del poliziotto italo-americano.[5][20]
- Sempre nel 2006 la RAI ha co-prodotto un documentario dal titolo Joe Petrosino: A Shot in the Dark con la regia di Antonello Padovano.[21]
- Nell'episodio 3 della seconda stagione di Squadra antimafia viene ricordata l'uccisione di Joe Petrosino a Palermo.
- Leonardo DiCaprio sarà Joe Petrosino nel film tratto dal romanzo La mano nera: la vera storia di Joe Petrosino, scritto da Stephan Talty. La pellicola verrà distribuita da Paramount.

### Teatro
- Il 23 gennaio 2016, a Pioltello, è andato in scena in prima assoluta nazionale il monologo Joe Petrosino, scritto e interpretato da Alessandro Fortarezza, che si è avvalso alla regia del maestro napoletano Aldo Masella, direttore del Centro Studi Coreografici al Teatro Carcano di Milano.
- Et in arcadia ego. Uno studio sul caso Petrosino, 2014 regia di Rinaldo Clementi.[22][23]
- Nel 2018 e 2019 il puparo antimafia Angelo Sicilia ha rappresentato a Palermo lo spettacolo dei pupi dal titolo Joe Petrosino: l'incorruttibile ultimo episodio del ciclo dei pupi antimafia.

## Omaggi
- Nella casa natale di Petrosino, situata a Padula, in provincia di Salerno, è stato allestito un museo dove, tra le altre cose, è conservata la divisa del poliziotto italo-americano e vari suoi oggetti personali. La casa-museo è stata creata negli anni settanta del XX secolo ed è attualmente gestita dall'ultimo pronipote vivente di Petrosino.
- L'Associazione Internazionale Joe Petrosino ha istituito un premio intitolato alla memoria del famoso detective, che ogni anno viene assegnato a persone meritevoli per il loro contributo alla lotta alla mafia e alla criminalità organizzata.[24]
- Anche a Palermo, città in cui il poliziotto fu assassinato, è operativa un'associazione Joe Petrosino, che ha stretti rapporti con l'associazione internazionale.
- Il comune di Palermo ha collocato nel 2003 una targa nel giardino di Villa Garibaldi per ricordare dove avvenne l'omicidio

## Onorificenze

Francobollo commemorativo nel 150º anniversario della nascita